# Massacro della raffineria petrolifera di Haifa
Il massacro della raffineria petrolifera di Haifa ebbe luogo il 30 dicembre 1947 nella Palestina mandataria. Iniziò quando alcuni membri dell'Irgun, un'organizzazione paramilitare sionista, lanciarono una serie di granate contro una folla di circa 100 lavoratori arabi, provocando 6 morti e 42 feriti. Gli arabi si erano riuniti fuori dal cancello principale della raffineria di proprietà della britannica Consolidated Refineries Limited (CRL) per cercare lavoro.
Pochi minuti dopo questo attacco dell'Irgun, i lavoratori arabi e altri iniziarono ad attaccare i lavoratori ebrei, provocando 39 morti e 49 feriti.

## Contesto
Verso la fine del 1947, nella raffineria di Haifa lavoravano come operai circa 1700 arabi e 270 ebrei, con ottimi rapporti tra le due etnie. Tuttavia, le tensioni aumentarono con l'approvazione del Piano di partizione della Palestina da parte dell'Assemblea generale delle Nazioni Unite il 29 novembre 1947. Nel territorio della Palestina mandataria iniziarono a verificarsi scontri violenti tra arabi ed ebrei con attacchi terroristici da entrambi gli schieramenti per il possesso di determinati territori, sfociando infine in una vera e propria guerra civile che riattivò organizzazioni paramilitari sioniste quali l'Irgun Zvai Leumi (noto anche come Etzel) di Menachem Begin.

## Massacro
Alle 10:20 del 30 dicembre 1947, mentre una folla di lavoratori arabi si era radunata ai cancelli della raffineria petrolifera di Haifa, alcuni militanti dell'Irgun lanciarono due bombe da un veicolo di passaggio come rappresaglia per i recenti attacchi contro gli Ebrei in Palestina. Dopo la morte di 6 operai e il ferimento di 42, gli operai arabi presero d'assalto la raffineria armati di strumenti e barre di metallo, picchiando a morte 39 operai ebrei e ferendone 49. L'Arab Legion britannica fu accusata di complicità perché non intervenne nonostante fosse sul posto, mentre l'esercito britannico e le unità della Palestine Police Force intervennero solo un'ora dopo l'inizio della rivolta. Alcuni operai arabi cercarono di mettere in salvo i loro colleghi ebrei e di placare gli animi.

## Eventi successivi
Il 31 dicembre 1947, il Comitato d'emergenza del consiglio della comunità di Haifa istituì una commissione d'inchiesta per indagare sul massacro. La commissione interrogò i lavoratori e i testimoni ebrei e arabi ma non riuscì a interpellare i manager della CRL, accusati di non aver garantito condizioni di sicurezza adeguate. Fu stabilito che il massacro contro gli Ebrei non era premeditato ma era stato innescato dall'attacco dell'Irgun contro gli Arabi.
L'Agenzia ebraica condannò l'Irgun per l'"atto di follia" che aveva preceduto l'uccisione dei lavoratori ebrei presso la raffineria di petrolio di Haifa, ma allo stesso tempo autorizzò le successive ritorsioni contro gli arabi. L'Haganah in seguito si vendicò attaccando il villaggio di Hawsha e compiendo il massacro di Balad al-Shaykh, dove furono uccisi tra i 21 e i 70 arabi. Zachary Lockman ha scritto che  "gli aggressori ebrei hanno ucciso una sessantina di uomini, donne e bambini e distrutto diverse dozzine di case".